# The Barn Dance
The Barn Dance (traducido como "El baile del granero"; conocido como "Mickey el galán" en países de habla hispana) es un cortometraje animado de Mickey Mouse estrenado por primera vez el 15 de marzo de 1929, como parte de la serie de cortometrajes de Mickey Mouse; siendo el primero de doce cortometrajes estrenados durante ese año. Fue dirigido por Walt Disney con Ub Iwerks como animador principal. Aunque el título está escrito como Barn Dance en el cartel promocional, el título completo se utiliza en la secuencia de apertura.

## Trama
El baile del granero que da el título al corto es la ocasión que reúne a Minnie Mouse y sus dos pretendientes: Mickey y Peg-Leg Pete. Se les ve por primera vez llegando con sus a la casa de Minnie en un intento de recogerla para el baile. Mickey aparece en su carro de caballo y Pete en un automóvil recién comprado.
Minnie elige a Pete para que la lleve al baile, pero el automóvil se avería inesperadamente. Recurre a aceptar la invitación de Mickey. Más tarde se los ve bailando juntos, pero Mickey demuestra ser un bailarín muy torpe ya que pisa repetidamente los pies de Minnie. En consecuencia, ella rechaza su invitación para un segundo baile. En cambio, acepta la de Pete, quien demuestra ser un mejor compañero de baile.
Luego, Mickey intenta resolver su problema colocando un globo en sus pantalones cortos. Al parecer, eso le ayuda a tener "pies ligeros" y procede a pedirle a Minnie otro baile. Ella acepta y se sorprende al descubrir que sus habilidades de baile aparentemente han mejorado. Pete pronto descubre el truco de Mickey y se lo señala a Minnie. Minnie está visiblemente disgustada por este intento de engaño. Como resultado, deja a Mickey y continúa bailando con Pete, dejando a Mickey llorando en el suelo.

## Producción

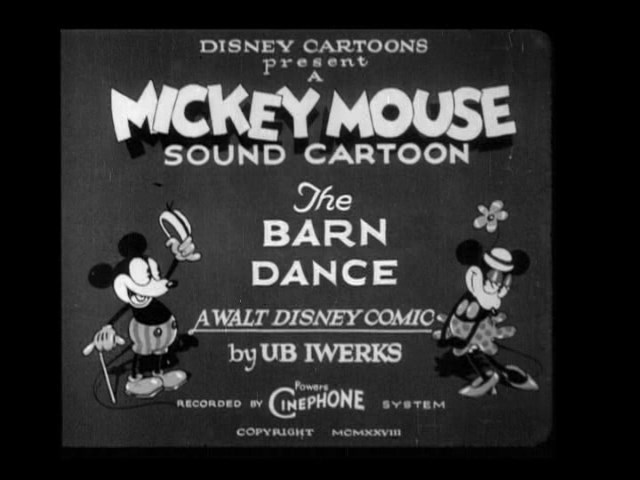
Cuadro de apertura de The Barn Dance.

Al igual que la caricatura anterior de Mickey, Steamboat Willie, The Barn Dance se planeó como una caricatura sonora, y tiene muchos chistes sonoros. Uno de ellos muestra a Mickey usando un pato que pasa como bocina para su auto. El baile también demuestra la creciente facilidad del estudio Disney para mezclar la acción de los dibujos animados con el ritmo musical.
Este corto se destaca por presentar a Mickey rechazado por Minnie en favor de Pete, algo que sería raro incluso en dibujos animados futuros. También es una apariencia inusual del personaje de Pete; anteriormente representado como un villano amenazador, aquí se lo retrata como un caballero de buenos modales. Además, Mickey no fue representado como un héroe sino como un joven pretendiente bastante ineficaz. En su tristeza y llanto por su fracaso, Mickey parece inusualmente emocional y vulnerable.
El estilo de la ropa y el automóvil de Pete fueron la inspiración para su aparición en el cortometraje Get a Horse! de 2013.

## Recepción
Variety (13 de febrero de 1929): "The Barn Dance tiene risas, aunque un poco entrecortadas en algunos puntos. Se puede ver en cualquier lugar en programas cortos hablados como una relajación placentera y un cambio de dieta con respecto a los cortos directos con actores humanos".
Motion Picture News (16 de febrero de 1929): "Walt Disney ha desarrollado otro de esos personajes animales con fines cómicos. Este es Mickey Mouse. Mickey está cortejando a otra ratoncita y la lleva a un baile en el granero seguido de muchos de los tictac cómicos habituales... Hay algunas risas en ello."
The Film Daily (17 de febrero de 1929): "Esta es otra de las aventuras de Mickey Mouse y su amorcito. El gato villano intenta llevarse a la chica conduciendo su auto, que está destrozado. Entonces ella va al granero a bailar con Mickey, quien está conduciendo su carruaje tirado por el viejo enchufe. Este caballo es uno de los personajes de dibujos animados más divertidos que se ven en los dibujos animados. Más tarde en el baile aparece el gato e intenta llevarse a la chica nuevamente, pero Mickey lo engaña. Los efectos de sonido son "Es divertido y este número realza fácilmente el tema habitual de los dibujos animados al 100 por ciento".

## Reparto de voces
- Mickey Mouse: Walt Disney
- Minnie Mouse: Walt Disney
- Pete: Walt Disney